# Separacja metafizyczna (filozofia)
Separacja metafizyczna jest podstawową metodą formowania rozumienia bytu w metafizyce realistycznej. Metoda separacji została powszechnie przyjęta w nurcie tomizmu egzystencjalnego, pomimo niedostrzeżenia jej przez komentatorów św. Tomasza z Akwinu (Kajetana, Franciszka z Ferrary, Franciszka Suareza). Specyfikę i odmienność metody separacji w odniesieniu do metody abstrakcji jest komentowana przez takich autorów jak: Jacques Maritain, Étienne Gilson, Stanisław Kamiński, Antoni B. Stępień, Mieczysław Albert Krąpiec, Andrzej Maryniarczyk. Źródłem komentarzy jest fragment Tomaszowego komentarza do Boecjuszowego traktatu De Trinitate: „Sic ergo in operatione intellectus triplex distinctio invenitur. Una secundum operationem intellectus componentis et dividentis, quae separatio dicitur proprie; et haec competit scientiae divinae sive metaphysicae.”

## Podstawy wyodrębnienia separacji metafizycznej
W traktacie O bycie i istocie (De ente et essentia) św. Tomasz z Akwinu stawia problem rozumienia bytu i istoty, jako podstawowe zadanie filozofii. Bytem jest konkret, który składa się zawsze z istoty i proporcjonalnego do niej istnienia. Tomasz zwraca szczególną uwagę na nieujmowane w pojęciach istnienie, jako coś zasadniczego dla bytu i jego realności. Istnienie nie dodaje do bytu żadnego elementu treściowego, ale co najważniejsze akcentuje fakt istnienia tej treści, sprawia, że treść bytowa istnieje. Istnienie konkretnego bytu nie jest czymś prostym i ogólnym, jak to było w przypadku formy, lecz jest jednostkowe i zakreślone istotą. Powyższe kwestie są kluczowe dla odmienności porządków egzystencjalnego i esencjalnego, gdzie podkreślając beztreściowość esse (aktu istnienia) wskazuje się na przebieg procesu poznania meta fizykalnego, od ujęcia egzystencji bytu do ujęcia jego esse, co w rezultacie skutkuje pojęciem essentia in actu, a nie esse ut actus essendi. Istota bytu nie jest czymś niezłożonym, niezmiennym, ogólnym i wspólnym. Istotę bytu określa jego treść jak i proporcjonalne istnienie zarówno w porządku bytów materialnych jak i niematerialnych. Istota bytu, jako przedmiot poznania jak i przedmiot definicji nie może być więc określana w ramach aktów pojęciowania dzięki abstrakcji metafizycznej. W związku z powyższym w komentarzu De Trinitate Tomasz stwierdza, że akty sądzenia są jedynymi odpowiednimi aktami poznawczymi, w których ujmujemy moment istnienia rzeczy wraz z przynależną jej zawartością treściową, czyli istotą. Niejako dopełnieniem powyższego, gwoli ścisłości, wydaje się zasadne zwrócenie uwagi na słynny dowód nietożsamości konkretnej istoty i istnienia w bycie, który ujęty w formie negatywnej ukazuje sprzeczność tożsamości istnienia i istoty. „Cokolwiek, bowiem nie należy do pojęcia rozumienia istoty lub tego, czym rzecz jest, to dochodzi z zewnątrz i tworzy złożenie z istoty, gdyż żadna istota nie może być pojęta, bez tego, co jest częścią jej istoty wszelka istota lub to, czym rzecz jest może być pojęta bez tego, że coś pojmuje się o jej istnieniu: mogę, bowiem pojąć, czym jest człowiek lub feniks, a jednak nie wiedzieć, czy posiada istnienie w porządku natury”. Jeżeli istota i istnienie byłyby realnie tożsame to pojęta istota lub ujęcie jej cech utożsamiałoby się z ich istnieniem, a to jest sprzeczne, gdyż abstrakty istnieć nie mogą i nie istnieją.

## Zarys historyczny
Tomizm, jako nurt uprawiania teorii bytu wyróżnia trzy zasadnicze postawy metodologiczno-poznawcze. Są to: 1 intuicyjno-dedukcyjna, która charakteryzuje tradycyjną scholastykę; 2 scjentystyczno-intuicyjna, która znamienna jest dla tomizmu lowańskiego; 3 intuicyjno-redukcyjna, która charakteryzuje tomizm egzystencjalny.
Wymieniona, jako właściwa dla niniejszego opisu, postawa intuicyjno-redukcyjna, charakteryzuje się (a) historyczną i metodologiczną precyzacją myśli Tomasza, skutkującą przyjęciem specyficznej metody poznania meta fizykalnego, (b) autonomicznością metod egzystencjalnej teorii bytu, (c) warunkowaniem przez przyjęcie właściwej metody, maksymalizmu poznawczego i realizmu teorii bytu, oraz (d) nie wyróżnianiem się teorii poznania, jako odrębnej dyscypliny filozoficznej, tj. teoria bytu jest zarazem metafizyką poznania.
Metodą adekwatną dla powyższej postawy, jako właściwą metodą formowania rozumienia bytu jest metoda separacji z jej specyfiką i odmiennością w relacji do metody abstrakcji. Z uwagi na niejednoznaczną interpretację zarówno od strony funkcjonalnej jak i przedmiotowej można wyróżnić cztery wersje metody separacji tj. utożsamia się z abstrakcją (abstrakcją trzeciego stopnia), poprzedza abstrakcję, następuje po abstrakcji, przekracza abstrakcję. Efektem stosowania pierwszych trzech z wymienionych byłoby sprowadzenie zawartości pojęcia bytu do jego treściowej strony. W czwartej z wymienionych wersji metoda spełnia warunki i umożliwia ujęcie rzeczywistości w aspekcie egzystencjalno-treściowym. I to właśnie ta metoda separacji stała się przedmiotem badań i analiz tomistów, którzy uznali ją za odpowiednią do analizy bytu jako bytu.
Historycznie zarysowały się pewne różnice interpretacyjne w odniesieniu do struktury, sposobu i celu. Według Maritaina separacja jest czynnością doprowadzającą do intelektualnej intuicji pojęcia bytu, na którą składają się treściowe i zakresowe czynności abstrakcyjne, co w konsekwencji może prowadzić do potraktowania separacji, jako trzeciego stopnia abstrakcji. Gilson z kolei w swoich rozważaniach metodologicznych dla ustanowienia bazy separacji rozbudował teorię sądów egzystencjalnych i wyakcentował autonomię metody poznania metafizycznego. Wykorzystał przy tym sposoby, „zabiegi” myślenia redukcyjnego do formowania pojęcia bytu. Poza tym wprowadził historyzm, jako kryterium efektywności teorii dla twierdzeń metafizycznych, a u podstaw teorii metafizycznych dowartościował język naturalny, a także poznanie zdroworozsądkowe.
W precyzowaniu metody separacji, najdalej idące analizy wywodzą się z polskiej szkoły tomizmu. Mieczysław A. Krąpiec w swoich pracach sformułował i opracował koncepcje metody separacji wskazując na jej specyfikę i oryginalność, podkreślając przy tym jej metodologiczną konieczność, jako warunek realizmu egzystencjalnej metafizyki tomistycznej. Stosując tę metodę formułujemy rozumienie bytu, obejmujące w swej zawartości zarazem treść i istnienie.

## Separacja a abstrakcja
Metoda separacji różni się od abstrakcji tym, że odkrywa i wyróżnia konieczne i transcendentalne czynniki, bez których rzecz nie może istnieć. Prowadzi do poznania, „dzięki czemu coś rzeczywiście istnieje”. W abstrakcji natomiast dąży się do wydzielenia i wyróżnienia dla celów badawczych formy, która stanowi przedmiot badań i utożsamia się z bytem. Rozum w zależności od celu, według kryterium jakościowego, ilościowego lub formalno-materialnego wybiera z danych zmysłowych odpowiedni aspekt i czyni go przedmiotem poznania. Następna cecha wyróżniająca separację od abstrakcji opiera się na założeniu, że poznanie separacyjne to poznanie niedefiniujące a stwierdzające istnienie konkretnych przedmiotów, natomiast poznanie abstrakcyjne to poznanie definiujące wyłączające wyróżnioną cechę z całości. Kolejną cechą różnicującą to w przypadku separacji gwarancja poznania realistycznego i dostarczenie poznania o całości realnego przedmiotu, gdyż bez niego można, co najwyżej wymyślać. W poznaniu abstrakcyjnym istnienie umyka poznaniu i nie uchwytujemy, co najistotniejsze momentu istnienia rzeczy. Obraz bytu zostaje zredukowany do treści określonej przez pojęcie, czy też definicję, co prowadzi do analizy pojęć ogólnych wspólnej dla wielu rzeczy np. Jan jest ujmowany w jego człowieczeństwie, czyli w rozumności, a więc w pewnym ogólnym aspekcie, a nie w konkretności i indywidualności istnienia. Jako że istnieć znaczy być poznawczo zdefiniowanym to w konsekwencji zaciera się różnica między tym, co realne, a tym, co pomyślane.

## Proces separacji metafizycznej
Słowo separacja (łac. separatio) jest terminem wieloznacznym. W znaczeniu rzeczownikowym oznacza: odłączenie, oddzielenie, wyłączenie, rozszczepienie, rozdzielenie. W znaczeniu czasownikowym (separare) oznacza czynność odłączenia, oddzielenia, a także rozróżniania. W swoim słownikowym rdzeniu separ wskazuje na odrywanie, oddzielenie. W rdzeniu separo z uwzględnieniem przedrostka se- i paro w znaczeniu czasownikowym wskazuje na przygotowywać, czynić gotowym, przysposabiać. Rdzeń separo wskazuje na właściwe znaczenie, eksponując pewną właściwość władzy poznawczej, gotowej do wskazania treści złożonych bytów w jedności tak, aby metoda pozwalała urzeczywistnić byt w pełni swojego bogactwa i zróżnicowania do jednego wspólnego pojęcia bytu jako bytu, jako pojęcia analogicznego.
Separację metafizyczną można rozpatrywać z uwzględnieniem dwóch etapów poznawania. Pierwszy to etap charakteryzujący się naturalną, spontaniczną postawą człowieka nakierowaną na afirmowanie tego, co dane w doświadczeniu, bez określenia treści przedmiotu afirmacji. Rezultatem tego poznania jest wyrażenie w sądach egzystencjalnych faktu istnienia rzeczy „coś jest”, „to, jest”, „ktoś jest”. Drugi, to etap naukowy gdzie separacja metafizyczna w sensie ścisłym jest traktowana, jako metoda wyodrębniania przedmiotu metafizyki w procesie złożonej czynności. Na ową czynność składają się: w pierwszej kolejności wskazanie zakresu naszej działalności poznawczej, który jest wyznaczony przez jednostkowe istniejące przedmioty, które stwierdzamy w sądach egzystencjalnych: „Jan istnieje”, „dusza istnieje”. Następnie dokonujemy analizy rezultatów afirmacji, gdzie dostrzegamy, że wyrażone w sądach egzystencjalnych konkretnie istniejące byty charakteryzują się nietożsamością istoty i istnienia. Separując te dwa czynniki tj. treść i istnienie tej treści odkrywamy, że każdy konkretny byt składa się z czynnika treściowego i czynnika aktualizującego tę treść do istnienia, czyli akt istnienia. Odkrywamy zarazem fakt pluralizmu bytowego. Dzięki temu dostrzegamy z jednej strony ścisłe powiązanie istoty(treści) z istnieniem, a z drugiej ich nietożsamość. Kolejna czynność etapu naukowego to przejście od kategorialnego ujęcia istoty i istnienia do ujęć transcendentalnych, a więc do ujęcia takich elementów w konkretnym Janie, które stanowią nie tylko o istnieniu Jana, jako konkretu, ale które stanowią o jego istnieniu w ogóle, jako bytu realnego. W ten sposób formujemy rozumienie bytu jako tego, co ma określoną treść i proporcjonalne do niej istnienie.

## Poznanie separacyjne
Od separacji ujętej, jako metoda wyodrębniania przedmiotu metafizyki należy odróżnić także separację, jako specyficzny typ poznania realistycznego, jako rozwinięcie spontanicznego i zdroworozsądkowego poznania ludzkiego. Poznanie separacyjne jest nierozdzielnie związane z czynnością sądzenia. Teksty interpretatorów Tomasza wskazują na przedmiotową i podmiotową charakterystykę separacji, odnoszącą ją do czynności sądzenia negatywnego – chodzi tu negację, czyli separację poznawczą tego, co w rzeczywistości nie można utożsamić. „Istnieje” sądu egzystencjalnego to nie to samo, co „ten oto Jan”, „ten oto dąb”. Gdyby, bowiem „istnienie” byłoby tym samym, to poza Janem lub dębem nie byłoby faktu istnienia, albowiem utożsamiając się z Janem wyczerpywałoby się ono w Janie. Tymczasem akt istnienia występuje nie tylko w tym oto Janie, w tym oto dębie, czy też tej oto myśli, ale w najrozmaitszych bytach, co wskazuje, że istnienie nie jest treścią żadnego bytu. W każdym bycie dostrzegamy obecność dwóch stron bytowych: strony egzystencjalnej „istnieje” i strony esencjalnej-treściowej. O każdym wypadku bytowym twierdzimy, że jest on bytem ze względu na orzekane analogicznie istnienie. Bytem realnym, więc jest każda konkretna treść w sobie zdeterminowana, jako istniejąca. Do wniosku tego dochodzimy poprzez zastosowanie sądów orzecznikowych negatywnych (S nie jest P) wskazujących na to, że istnienie nie jest tym samym, co konkretna treść tego istnienia, gdyż istnieją różne byty w najrozmaitszych porządkach. W niniejszym kontekście należy dodać, że autorzy, którzy separację traktują, jako trzeci stopień abstrakcji odnoszą ten termin do czynności samego sądu (orzecznikowego negatywnego).

## Ogólna charakterystyka metod separacji
Metodę formowania (w nurcie tomizmu egzystencjalnego) pojęcia bytu, jako bytu, jako określenie metody separacji, należy rozumieć, jako złożony proces poznawczy, który jest różnorodnie interpretowany.
W pierwszej interpretacji separację można potraktować, jako operację zmierzającą do uzgodnienia intelektu z rzeczywistością istniejącą. W tym przypadku możemy wskazać dwa momenty, które sprowadzają się do operacji sądzenia. Pierwszy to sądzenie niezorganizowane aktowo, w którym wskazujemy na pominięcie intencjonalnego odniesienia do przedmiotu, gdzie poprzez przeciwstawienie poznania zmysłowego i intelektu uzyskujemy rezultat w postaci pojęcia bytu, jako „najbardziej niedoskonałego” i „najbardziej potencjalnego” przedmiotu intelektualnego poznania. Drugi etap zaś to sądzenie zorganizowane aktowo, które jako samoświadomy akt poznania rzeczy, ujmuje transcendentalną relację pojęcia do rzeczy, czy też treści do istnienia, czego rezultatem jest transcendentalne,ponad kategorialne pojęcie bytu. Pojęcie to „zawiera w sobie stwierdzenie realnego istnienia rzeczy, a przez to pojęcie bytu zawiera coś więcej i coś mniej w stosunku do sądów egzystencjalnych. Coś więcej, bo oprócz istnienia ujmuję również istotę rzeczy- a coś mniej, dlatego że nie w sposób oryginalny, autentyczny stwierdza istnienie, ale czyni to w sposób pochodny, suponując istnienie sądów egzystencjalnych”.
W drugiej interpretacji separacja jest pojmowana, jako operacja myślowego wyróżniania zawartości egzystencjalnej w sądach, co może odbywać się na dwa sposoby. Pierwszy polega na wyróżnieniu treści jednostkujących i treści gatunkujących związanych z różnymi sposobami istnienia, i przeciwstawianiu ich sobie. Drugi z kolei polega na uchwyceniu „minimum” tego, co odróżnia to, co kategorialne, od tego, co transcendentalne, aby stwierdzić występowanie różnych, jakości lub układów jakości.
Trzeci sposób interpretowania omawianej metody opiera się na czynności oddzielania poszczególnych przejawów bytowości od bytu. Ma to na celu określenie stosunku wielości i jedności bytów. Jedność pluralizmu bytowego i jedność bytu to jeden i ten sam świat, widziany przez dwie połączone w jednym podmiocie, gatunkowo różne władze poznawcze. Jednakże ten sposób separacji wiąże się w efekcie ze swoistą abstrakcją, co prowadzi do niepożądanej esencjalizacji.
Separacja, o czym była już mowa wyżej, odnosi się do jednego z etapów złożonego procesu formowania bytu, jako bytu, określanego przez metafizyków, jako „negatywne sądzenie” będące swego rodzaju porządkowaniem sądów i danych spostrzeżeniowych zawartych w tych sądach. Chodzi tu o stwierdzenie istnienia przez intelekt przy pomocy sądów egzystencjalnych szeregu bytów: materialnych, niematerialnych, ożywionych i nieożywionych, substancjalnych i przypadłościowych, koniecznych i przygodnych. Sądy te tworzą jakby podstawę w postaci poznawczego nagromadzenia najrozmaitszego typu bytów. Samo stwierdzenie istnienia takich bytów nie tworzy jeszcze przedmiotu metafizyki. Celem jest poprzez dokonanie zabiegu testowania negatywnego dotarcie do stwierdzenia, że byt, jako taki nie jest nierozłącznie związany z jakąś kategorią, czy też sposobem istnienia. Ujęcie separacji, jako etap złożonego procesu poznawania bytu prowadzi w rezultacie negatywnego orzekania o powiązaniach relacyjnych do sądu stwierdzającego, że istnienie, jako transcendentalna własność nie wyczerpuje się w żadnym z wypadków bytowych.
Do innego sposobu używania terminu separacja można zaliczyć określenie specyficznej czynności tj. samodzielnej struktury aktu poznawczego, którego ewentualne determinacje sądowe można ujmować, „jako swoisty sąd” lub zbiór sądów, a także swego rodzaju doświadczenia metafizycznego, którego kres zostaje odnotowany w sądzie tożsamościowym relatywnym, zawierającym swoistą intuicję bytu.